# Torreóni egyházmegye
A Torreóni egyházmegye a mexikói Coahuila állam egyik római katolikus püspöksége, központja Torreón. 1957-ben hozta létre XII. Piusz pápa.

## Elhelyezkedése
Az egyházmegye Coahuila állam délnyugati részén, a Comarca Lagunera területére eső öt coahuilai községből áll. Ezek összesen körülbelül 24 000 km²-t tesznek ki, a terület jórészt sivatagos. Az egyházmegye központja a torreóni székesegyház, a Catedral de Nuestra Señora del Carmen, amelyet a mexikói forradalom idején kezdtek építeni.

### Szomszédos egyházmegyék
- Gómez Palació-i egyházmegye (nyugat)
- Saltillói egyházmegye (kelet)
- Zacatecasi egyházmegye (délkelet)

## Története
Az egyházmegyét XII. Piusz pápa 1957. június 19-én kiadott, Qui hanc ob causam kezdetű bullájával hozta létre a Saltillói egyházmegye területéből. A Comarca Lagunera durangói községei a Durangói főegyházmegyében maradtak. Az egyházmegye első püspökét, Fernando Romo Gutiérrezt, aki addig saltillói szeminárium rektora volt, 1958. április 30-án szentelték püspökké. Ekkor a területen összesen 8 plébánia működött, ebből 3 a városban, 5 vidéken.

## Püspökei
Az egyházmegyének eddig négy püspöke volt:
1. Fernando Romo Gutiérrez (1958–1990)
2. Luis Morales Reyes (1990–2000)
3. José Guadalupe Galván Galindo (2000–2017)
4. Luis Martín Barraza Beltrán (2017–)[3]